# Talla 2XLC
Talla 2XLC (bürgerlich Andreas Tomalla, * 13. März 1963 in Frankfurt am Main) gilt als Pionier und einer der wichtigsten Wegbereiter der kommerziellen deutschen und internationalen Techno/Trance-Szene.

## Leben und Wirken
Nach seiner Ausbildung zum Industrie-Kaufmann arbeitete Tomalla ab 1983 im Plattenladen „City-Music“ unter dem Frankfurter Hauptbahnhof. Dort sortierte er Schallplatten mit elektronisch produzierter Musik in eine eigenständige Kategorie und benannte diese mit „Techno“. Mit der Gründung der Technoclub-Veranstaltungsreihe im Jahre 1984 und seinen dortigen Auftritten gab er wichtige Impulse für das Entstehen und die Entwicklung der deutschen Techno-Clublandschaft sowie der internationalen Trance-Szene.
Talla 2XLC wurde am 15. April 2010 mit der Ehrenplakette der Stadt Frankfurt am Main ausgezeichnet. Dazu erklärte die damalige Frankfurter Oberbürgermeisterin Petra Roth, dass er „mit seiner innovativen Musik den Namen unserer Stadt in alle Welt getragen und das kulturelle Ansehen Frankfurts international gefördert“ habe.

## Pseudonym
Sein Künstlername Talla 2XLC leitet sich als Kürzel von seinem Nachnamen und von einem uralten Kassetten-Mixtape ab, dessen technische Bezeichnung „XS60“ (von Maxell XS einer Metallband Compact Cassette mit 60 Min. Spielzeit) war und für Talla wie gerufen kam, da es schon das Talla Vocal Ensemble gab. Von „XS60“ war der Weg zu „2XLC“ nicht weit, da Talla schon immer ein Faible für Namen und technische Bezeichnungen hatte. Um von der GEMA als eigenständiger Künstler anerkannt zu werden, wählte Talla diesen Zusatz für seinen bis heute bekannten Künstleralias.
Weil die Frage „was bedeutet „2XLC“?“ zur meistgefragten in seinem Leben gehört, gibt es eine fiktive Anekdote: Als er ein Interview für die Zeitschrift Partysan gab und er wieder einmal genervt von der Frage war, dachte er sich folgende Geschichte aus: Talla lebte in seiner Studienzeit in einer WG zusammen mit buddhistischen Mönchen. Da diese täglich im Flur der WG lautstark prozessierten, konnte er nie die Klingeln hören. Einer der Mönche hatte Mitleid mit ihm, und schnitzte ihm ein Klingelschild mit der Aufschrift „Talla 2 x LC“ (zweimal lange klingeln). Der Mönch war der deutschen Sprache nicht sonderlich mächtig. Deswegen kürzte er Klingeln mit „C.“ ab. Das ganze war nur ein erfundener Spaß, wurde aber damals mehrmals in diversen Magazinen abgedruckt.
Unter dem Pseudonym Zyrus 7 ist er auch als Psytrance-DJ und -Produzent tätig.

## Karriere
Begonnen hat Talla mit dem Auflegen in der Tanzschule „Kiel Blell“. In den Achtzigern begann er mit der Produktion eigener Stücke unter den Projektnamen Axodry und konnte daran anschließend mit den Nachfolgeprojekten Two of China und Moskwa TV erste Erfolge erzielen. Sein bekanntestes Projekt war damals Bigod 20, dessen Gründer er war. Talla kreierte diesen Namen in Anlehnung an seinen Lieblingsautor H. P. Lovecraft. Allerdings hatte Tomalla schon früh nicht den kommerziellen Fokus anderer, seinerzeit bekannter DJs und gab relativ viel administrative Verantwortung für die Vermarktung seiner Arbeit ab. Nach den Aufbaujahren des Technoclub und der Plattenfirmen Future Dance Association und Music Research (mit den Sublabels Techno Drome International, New Zone und Zoth Ommog), die es inzwischen nicht mehr gibt, zog er sich mit dem Grund, sich mehr um seine Labels und die Künstler zu kümmern, von 1992 bis 1995 für einige Zeit vom DJing zurück. Zudem entsprach seine Definition von Techno einer völlig anderen Soundvorstellung. Er sah sich in dieser Zeit hauptsächlich in der Tradition von EBM, europäischem Electropop und Industrial. Die sich durchsetzende Begriffsdefinition von Techno in der Fusion von Techno und afroamerikanischer House- und Disco-musik entsprach nicht seiner Wertevorstellung bzw. lehnte er zunächst völlig ab.
Mitte der 1990er Jahre hatte er ein Comeback als DJ und bei internationalen Raves, bei dem er an den Erfolg der vergangenen Jahre anknüpfen konnte. Als Technoclub-Gründer und Resident im Frankfurter Club Dorian Gray war er, bis zur Schließung des Clubs Ende 2000, einer der meistgebuchten DJs in Deutschland. Anschließend trat Talla vermehrt als Remixer von bekannten Trance-Acts wie Rank 1 und Darude auf. Bis heute ist Talla 2XLC zusammen mit unterschiedlichen Produzenten als DJ und Remixer tätig. Bekannt und kommerziell erfolgreich ist seine Technoclub CD-Reihe im Mix-/Battle-/DJ-Format mit jeweils einem anderen bekannten DJ. Inzwischen wird er international von der kanadischen Agentur DJlinks vertreten, die auch Johan Gielen, Scot Project und Yoji Biomehanika managt.

## Entwicklung

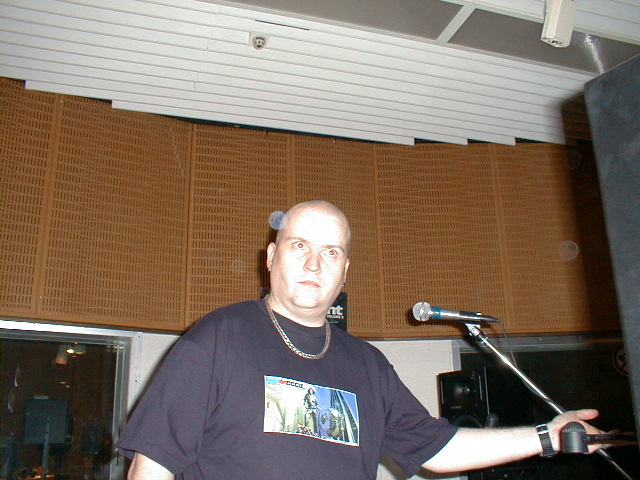
Talla 2XLC im Jahr 2007

Die Technoclub-Veranstaltungsreihe, due mit der Schließung des Dorian Gray ihre Homebase verloren hat, ist Ende 2004 nach vielem Auf und Ab wieder in Frankfurt eingekehrt, wo sie für gut ein Jahr jeden ersten Freitag im Monat eine neue „Heimat“ im Café Royal fand. Anschließend wechselte der Technoclub Anfang September 2005 ins Stocks in der Frankfurter Innenstadt. Ein Jahr später fand der Technoclub seine Homebase im Frankfurter Club U60311, ab Mai 2010 im Monza in der Frankfurter City, wo an die Zeiten des Dorian Grays angeknüpft wurde. Zwei Jahre später erfolgte nach dem Umbau des Clubs in eine sogenannte Off-Location der Wechsel in den renommierten MTW Club in Offenbach. Darüber hinaus wird er national und international seit Jahren auf vielen großen Veranstaltungen gebucht. Vor allem in den USA ist er vermehrt auf Tour. Zusätzlich legt Talla 2XLC jeden ersten Donnerstag im Monat von 21:00 bis 23:00 Uhr in seiner Technoclub-Sendung bei Sunshine live Livesets auf.
Talla 2XLC setzt sich nach wie vor stark für die elektronische Musik, insbesondere für die Tranceszene, ein.
Die Loveparade lehnte Tomalla aufgrund ihrer Kommerzialisierung seit 2000 ab. Als die Leitung der Loveparade wechselte und aus seiner Sicht die Musik wieder im Vordergrund stand, änderte er seine Meinung. Seine Bewerbung mit dem Technoclub für die neu konzipierte Parade 2006 hatte eine Woche vor Beginn der Veranstaltung Erfolg, da sie für einen ausgefallenen Teilnehmer einspringen konnten. Das Voting wurde zu 50 % von den Internetbesuchern der Veranstalter und zu 50 % von den Klubkulturträgern der Szene bestimmt. Der Technoclub kam dabei auf Platz 36 von 420 angemeldeten Teilnehmern. In seinen Äußerungen weist Tomalla häufig auf die seiner Meinung nach kritisch zu wertende Kommerzialisierung des Techno & Trance hin.

## Persönliches
Talla lebt in Frankfurt, ist verheiratet und hat einen Sohn. Im Rahmen der Aktion „Ja-zu-FRA“ ließ sich Tomalla als Befürworter des Flughafens Frankfurt mit neun weiteren Personen auf dem „Ja-zu-FRA“-Fanflieger abbilden.

## Diskografie
Ohne Singles (ca. 60), ohne Remixe (ca. 270), Auszug (Quelle: Discogs)

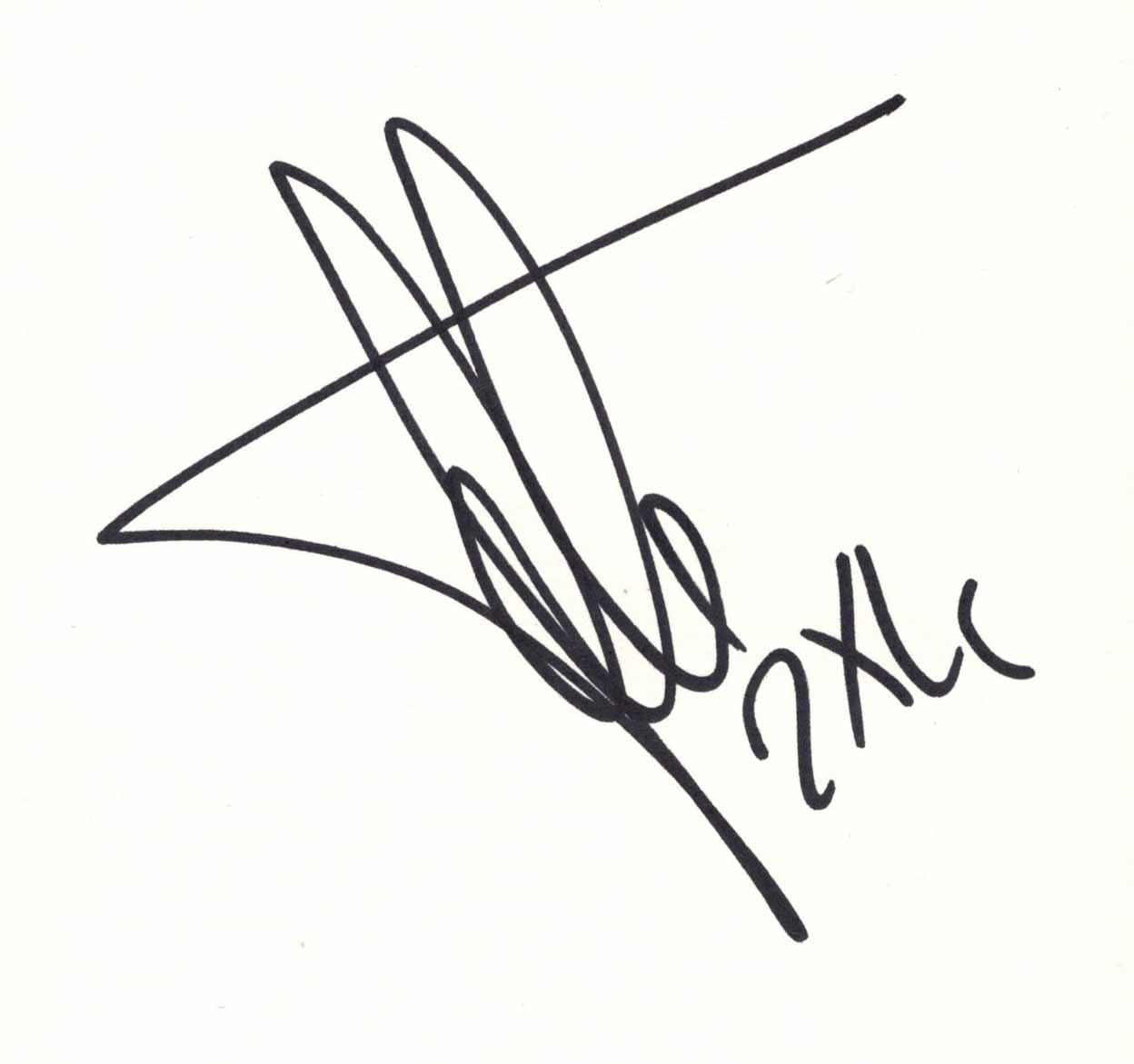
Autogramm von Talla 2XLC (Oktober 2019)

### DJ Mixes (Longplayer-Compilations)
| Titel                                                                      | Label                           | Jahr |
| -------------------------------------------------------------------------- | ------------------------------- | ---- |
| Mindworx Trance Labelcompilation (CD)                                      | Mindworx Records                |      |
| We Are Future – Label Compilation Vol. 1 (CD)                              | Future Recordings               |      |
| Tetsuo 2 – Music From Technoclub (3×CD)                                    | Tetsuo-Megamix by DJ Tetsuo     | 1996 |
| Techno Club Vol. 01 – Talla 2XLC Vs. Taucher (2×CD)                        | Sony Music Media                | 1997 |
| [After Hour] – The Dorian Gray Compilation (2×CD)                          | Intergroove DE                  | 1997 |
| HR3 Clubnight Volume 2 mixed by DJ Talla 2XLC (2×CD)                       | Epidrome                        | 1998 |
| Talla 2XLC – 20 Years Of DJ’ing (2xCD)                                     | Sony Music Media                | 1998 |
| Techno Club Vol. 02 – Talla 2XLC Meets Tom Wax (2×CD)                      | Sony Music Media                | 1998 |
| Techno Club Vol. 04 – Talla 2XLC And Resistance D (2×CD)                   | Sony Music Media                | 1998 |
| Techno Club Vol. 05 – Talla 2XLC With DJ Hooligan (2×CD)                   | Sony Music Media                | 1998 |
| 15 Years Of Technoclub – The Anniversary Compilation (2×CD)                | Dance Division                  | 1999 |
| Odyssey 5 (CD)                                                             | DJ Beat Records                 | 1999 |
| Techno Club Vol. 06 – Taucher Battles Talla 2XLC (2×CD)                    | Sony Music Media                | 1999 |
| Techno Club Vol. 08 – Talla 2XLC Calls Moguai (2×CD)                       | Dance Division                  | 1999 |
| Generation Trance 2000 Episode 0.3 (CD)                                    | ICU Media, Inc / ICU Records    | 2000 |
| Suck Me Plasma – In The Mix (CD)                                           | Suck Me Plasma                  | 2000 |
| Techno Club Vol. 09 – Talla 2XLC Welcomes Yves DeRuyter (2×CD)             | Dance Division                  | 2000 |
| Techno Club Vol. 10 – Talla 2XLC @ Kaycee (2×CD)                           | Dance Division                  | 2000 |
| Techno Club Vol. 11 – Talla 2XLC Goes Pulsedriver (2×CD)                   | Dance Division                  | 2000 |
| Technoclub @ Space Club Ibiza 2000 (CD)                                    | Music Research                  | 2000 |
| Mindworx Trance 2 (CD)                                                     | Mindworx Records                | 2001 |
| Techno Club Vol. 12 – Talla 2XLC vs. DuMonde (2×CD)                        | Dance Division                  | 2001 |
| Techno Club Vol. 13 – Talla 2XLC Meets DJ Tandu (2×CD)                     | Dance Division                  | 2001 |
| Techno Club Vol. 14 – Talla 2XLC Welcomes Cosmic Gate (2×CD)               | Dance Division                  | 2001 |
| Techno Club Vol. 15 – Talla 2XLC Scans Tomcraft (2×CD)                     | Dance Division                  | 2001 |
| Technoclub @ Space Club Ibiza 2001 (CD)                                    | Music Research                  | 2001 |
| Techno Club Vol. 16 – Talla 2XLC Seeks VooDoo & Serano (2×CD)              | Dance Division                  | 2002 |
| Techno Club Vol. 17 – Talla 2XLC >>> His Own Challenge (2×CD)              | Dance Division                  | 2002 |
| Technics DJ Set Volume Eight (2×CD)                                        | Warner Strategic Marketing GmbH | 2003 |
| Techno Club Classix – Chapter One (2×CD)                                   | Urban                           | 2004 |
| Techno Club Next (2×CD)                                                    | Polystar Records                | 2004 |
| Techno Club Next 2 (2×CD)                                                  | Polystar Records                | 2005 |
| Techno Club Vol. 20 – Talla 2XLC vs. Marc Van Linden (2×CD)                | Klubbstyle Media                | 2006 |
| Techno Club Vol. 21 – Talla 2XLC vs. Tillmann Uhrmacher (2×CD)             | Klubbstyle Media                | 2006 |
| Techno Club Vol. 22 – Talla 2XLC vs. Scot Project (2×CD)                   | Klubbstyle Media                | 2007 |
| Techno Club Vol. 23 – Talla 2XLC meets Alex M.O.R.P.H. B2B Woody van Eyden | Klubbstyle Media                | 2007 |
| Techno Club Vol. 24 – Talla 2XLC meets Sean Tyas (2×CD)                    | Klubbstyle Media                | 2007 |
| Techno Club Vol. 25 – Talla 2XLC joins Johan Gielen (2×CD)                 | Klubbstyle Media                | 2008 |
| Techno Club Vol. 26 – Talla 2XLC battles M.I.K.E (2×CD)                    | Klubbstyle Media                | 2008 |
| Techno Club Vol. 27 – Talla 2XLC bites Roland van Gelderen (2×CD)          | Klubbstyle Media                | 2008 |
| Techno Club Vol. 28 – Talla 2XLC in touch with Rank1 (2×CD)                | Klubbstyle Media                | 2008 |
| Techno Club Vol. 29 – Talla 2XLC meets Giuseppe Ottaviani (2×CD)           | Klubbstyle Media                | 2009 |
| Techno Club Vol. 30 – Talla 2XLC invites Aly & Fila (2×CD)                 | Klubbstyle Media                | 2009 |
| Techno Club Vol. 31 – Talla 2XLC faces Ronski Speed (2×CD)                 | Klubbstyle Media                | 2009 |
| Techno Club Vol. 32 – Talla 2XLC vs. Simon Patterson (2×CD)                | Klubbstyle Media                | 2010 |
| Techno Club Vol. 33 – Talla 2XLC meets W&W (2×CD)                          | Klubbstyle Media                | 2010 |
| Techno Club Vol. 34 – Talla 2XLC battles Jorn van Deynhoven (2×CD)         | Klubbstyle Media                | 2010 |
| Techno Club Vol. 35 – Talla 2XLC joins Ummet Ozcan (2×CD)                  | Klubbstyle Media                | 2011 |
| Techno Club Vol. 36 – Talla 2XLC allies with Marcus Schössow (2×CD)        | Klubbstyle Media                | 2011 |
| Techno Club Vol. 37 – Talla 2XLC and Greg Downey (2×CD)                    | Klubbstyle Media                | 2011 |
| Techno Club Vol. 38 – Talla 2XLC vs. Dennis Sheperd (2×CD)                 | Klubbstyle Media                | 2012 |
| Techno Club Vol. 39 – Talla 2XLC collabs with Leon Bolier (2×CD)           | Klubbstyle Media                | 2012 |
| Techno Club Vol. 40 – Talla 2XLC and Claudia Cazacu (2×CD)                 | Klubbstyle Media                | 2012 |
| Techno Club Vol. 41 – Talla 2XLC and The Thrillseekers (2×CD)              | Klubbstyle Media                | 2013 |
| Techno Club Vol. 42 – Talla 2XLC meets Manuel Le Saux & Ferry Tayle (2×CD) | Klubbstyle Media                | 2013 |
| Techno Club Vol. 43 – Talla 2XLC and Indecent Noise (2×CD)                 | Klubbstyle Media                | 2013 |
| Techno Club Vol. 44 – Talla 2XLC and John O’Callaghan (2×CD)               | Klubbstyle Media                | 2014 |
| Techno Club Vol. 45 – Talla 2XLC featuring RAM (2×CD)                      | Klubbstyle Media                | 2014 |
| Techno Club Vol. 46 – Talla 2XLC & Darren Porter (2×CD)                    | Klubbstyle Media                | 2014 |
| Techno Club Vol. 47 – Talla 2XLC meets Liquid Soul (2×CD)                  | Klubbstyle Media                | 2015 |
| Techno Club Vol. 48 – Talla 2XLC and Menno de Jong                         | Klubbstyle Media                | 2015 |
| Techno Club Vol. 49 – Talla 2XLC "35 Years of DJing"                       | Klubbstyle Media                | 2015 |
| Techno Club Vol. 50 – Talla 2XLC & Kai Tracid                              | Klubbstyle Media                | 2016 |
| Techno Club Vol. 51 – Talla 2XLC and Adam Ellis                            | Klubbstyle Media                | 2016 |
| Techno Club Vol. 52 – Talla 2XLC with Reorder                              | Klubbstyle Media                | 2017 |
| Techno Club Vol. 53 – Talla 2XLC & Markus Schulz                           | Klubbstyle Media                | 2017 |
| Techno Club Vol. 54 – Talla 2XLC and Neelix                                | ZYX Music                       | 2018 |
| Techno Club Vol. 55 – Talla 2XLC and Arctic Moon                           | ZYX Music                       | 2018 |

### Produktionen
| Künstler                                               | Titel                                                 | Label                                | Jahr |
| ------------------------------------------------------ | ----------------------------------------------------- | ------------------------------------ | ---- |
| Bigod 20                                               | Body & Energize (CD3")                                | Techno Drome International/ZYX Music | 1988 |
| Tribantura                                             | Isn’t It Crazy / Lack Of Sense (12")                  | ZYX Records                          | 1988 |
| Tribantura                                             | Lack of Sense (CD3")                                  | Techno Drome International/ZYX Music | 1988 |
| Tribantura                                             | Lack of Sense (12")                                   | Techno Drome International/ZYX Music | 1988 |
| Zong                                                   | Ugly World (12")                                      | ZYX Music                            | 1988 |
| Bigod 20                                               | Acid to Body (CD5")                                   | Techno Drome International/ZYX Music | 1988 |
| Bigod 20                                               | America/Photographic (CD5")                           | Techno Drome International/ZYX Music | 1988 |
| Scarecrow                                              | Black Door (12")                                      | Techno Drome International/ZYX Music | 1989 |
| VA – Welcome to the Technodrome (CD)                   | Lack of Sense                                         | ZYX Music                            | 1989 |
| Bigod 20                                               | The Bog (CD5")                                        | Sire Records Company                 | 1990 |
| Robotiko Rejekto                                       | The Cyper Space (CD) Rejekto / Umsturz Jetzt          | ZYX Music                            | 1990 |
| Bigod 20                                               | Carpe Diem (12") Carpe Diem 1                         | Sire Records Company                 | 1991 |
| Armageddon Dildos                                      | That’s Armageddon (CD)                                | Zoth Ommog                           | 1991 |
| VA – Just Say Anything (Volume V Of Just Say Yes) (CD) | Bigod 20 – Carpe Diem (Transmission Mix)              | Sire Records Company                 | 1991 |
| VA – Kult Dance Klassix (2xCD)                         | Moskwa TV – Generator 7/8 (Original 12" Mix)          | Streetheat Music                     | 1992 |
| Talla 2XLC                                             | The Eternal Mystery                                   | Motor/Technoclub                     | 1996 |
| Talla 2XLC                                             | Is Anybody Out There                                  | Motor/Technoclub                     | 1997 |
| VA – Welcome to the Technodrome (CD)                   | Verschiedene                                          | Galaxis                              | 1996 |
| Talla 2XLC                                             | What Time Is Love?                                    | Motor/Technoclub                     | 1997 |
| Talla 2XLC                                             | TALLA 2XLC (CD-Album)                                 | Motor/Urban Music                    | 1997 |
| Talla 2XLC vs. Taucher                                 | Together – Hymn of Technoclub                         | Technoclub                           | 1997 |
| Lovestern Galaktika Project                            | Galaktika ’98 (CD5")                                  | Adrenalin (Sony)                     | 1998 |
| Lovestern Galaktika Project                            | Galaktika ’98 (12")                                   | Technoclub                           | 1998 |
| Lovestern Galaktika Project                            | Galaktika ’98 (12")                                   | Adrenalin (Sony)                     | 1998 |
| Talla 2XLC                                             | Love’s Comin’ Down                                    | Technoclub                           | 1998 |
| VA – 20 Years of DJ’ing 1978–1998 (2xCD)               | Lovestern Galaktika Project – Galaktika ’98           | Sony Music Media                     | 1998 |
| Taucher battles Talla 2XLC                             | Nightshift                                            | Sony Dance Division                  | 1999 |
| Talla 2XLC vs. Taucher                                 | Together ’99                                          | Sony Dance Division                  | 1999 |
| Talla 2XLC Calls Moguai                                | Into Another                                          | Sony Dance Division                  | 2000 |
| Talla 2XLC                                             | World In My Eyes                                      | Urban / Music Research               | 2000 |
| Talla 2XLC                                             | Come With Me                                          | Club Culture                         | 2001 |
| T2F                                                    | I Believe (12")                                       | Pyroclastica Records                 | 2002 |
| Talla 2XLC                                             | Can You Feel The Silence                              | Club Culture                         | 2002 |
| Talla 2XLC                                             | Innocence                                             | Club Culture                         | 2003 |
| Talla 2XLC feat. Ely                                   | The Air That I Breathe                                | Bostich Records                      | 2004 |
| Talla 2XLC                                             | Tranceology (DCD)                                     | Hypnotic Rec.                        | 2005 |
| Digital Tension feat. Talla 2XLC                       | Tears Idle Tears (12")                                | Bostich                              | 2005 |
| Talla 2XLC                                             | Manifesto                                             | Technoclub Records                   | 2005 |
| Talla 2XLC                                             | Carry Me                                              | Technoclub Records                   | 2006 |
| Alex M.O.R.P.H. & Talla 2XLC                           | Full Prelude (feat. Alex Morph)                       | Fundamental Records                  | 2006 |
| Airfire feat. Talla 2XLC                               | No Signs of Life 2006                                 | Venom Records                        | 2006 |
| Talla 2XLC                                             | Shine                                                 | Technoclub Records                   | 2006 |
| Talla 2XLC                                             | No Inbetween                                          | Breeze Records                       | 2007 |
| Talla 2XLC vs. Sean Tyas                               | Heart to Heart                                        | Tetsuo Music                         | 2008 |
| Talla 2XLC vs. Ace Da Brain                            | Redrum O.T.D.                                         | Tetsuo Music                         | 2008 |
| Talla 2XLC vs. Carl B.                                 | Giving Up Giving In (feat. Katie Marne)               | Tetsuo Music                         | 2008 |
| Talla 2XLC feat. Susana                                | I Know                                                | Breathe Music                        | 2008 |
| 2XLC                                                   | Dante’s Peak                                          | Tetsuo Hybrid                        | 2008 |
| Talla 2XLC pres. Diskomo                               | Light Years Away                                      | Tetsuo                               | 2009 |
| Talla 2XLC                                             | Salvation                                             | Tetsuo                               | 2009 |
| Talla 2XLC vs. Robert Burian                           | Deja Vu                                               | Addicted To Trance                   | 2009 |
| 2XLC                                                   | Pulse                                                 | Tetsuo Hybrid                        | 2009 |
| Talla 2XLC feat. Skysurfer                             | Terra Australis                                       | Addicted to Trance                   | 2009 |
| Talla 2XLC vs. Robert Burian                           | Pro-life                                              | Addicted to Trance                   | 2010 |
| Talla 2XLC                                             | The Spirits Within                                    | Tetsuo                               | 2010 |
| Talla 2XLC                                             | The Sound Of The Crowd                                | Tetsuo                               | 2010 |
| Talla 2XLC                                             | Shine 2010                                            | Addicted to Trance                   | 2010 |
| Talla 2XLC                                             | Seven                                                 | Tetsuo                               | 2011 |
| Talla 2XLC & Robert Burian                             | Dynamo                                                | Tetsuo                               | 2011 |
| Talla 2XLC pres. AKATO                                 | Satisfraction                                         | Tetsuo                               | 2011 |
| Solid Sleep & Talla 2XLC                               | Visions of a Better Tomorrow                          | Addicted to Trance                   | 2011 |
| Talla 2XLC vs. Paul Miller                             | Extravaganza                                          | Perfecto Fluoro                      | 2011 |
| Talla 2XLC                                             | The Ralm of India / Sitara                            | Tetsuo                               | 2011 |
| Dennis Sheperd & Talla 2XLC                            | Two Worlds                                            | Euphonic                             | 2012 |
| Talla 2XLC                                             | Eternity                                              | Tetsuo                               | 2012 |
| Talla 2XLC & Claudia Cazacu                            | Augmented Reality                                     | Tetsuo                               | 2012 |
| Talla 2XLC                                             | Starz                                                 | Tetsuo                               | 2012 |
| Talla 2XLC & Surpresa                                  | Silber                                                | Tetsuo                               | 2012 |
| Talla 2XLC & Snowman & Mind-X                          | Straight Boom Rush                                    | Addicted To Trance                   | 2013 |
| Talla 2XLC & Manuel Le Saux & Ferry Tayle              | Now And Forever                                       | Tetsuo                               | 2013 |
| Talla 2XLC feat. Skye                                  | Rise                                                  | Tetsuo                               | 2013 |
| The Thrillseekers & Talla 2XLC                         | Fracture                                              | Tetsuo                               | 2013 |
| Talla 2XLC                                             | Rush Hour                                             | Perfecto Fluoro                      | 2013 |
| Talla 2XLC                                             | R.E.D.                                                | Tetsuo                               | 2014 |
| Talla 2XLC feat. Mau                                   | Go Rogue                                              | Tetsuo                               | 2014 |
| Talla 2XLC                                             | In Silence (Official Trancefusion The Legends Anthem) | Liquid Recordings                    | 2014 |
| Talla 2XLC                                             | Eine kleine Nachtmusik                                | Tetsuo                               | 2014 |
| Talla 2XLC & Sarah Russell                             | Build These Walls                                     | How Trance Works                     | 2014 |
| Liquid Soul & Zyrus 7 aka Talla 2XLC                   | The Future                                            | Perfecto Fluoro                      | 2015 |
| Talla 2XLC                                             | The Spring Is My Love                                 | Tetsuo                               | 2015 |
| Talla 2XLC                                             | In Silence                                            | Liquid Recordings                    | 2015 |
| Talla 2XLC & Alessandra Roncone                        | Luce                                                  | FSOE Recordings                      | 2017 |